# Nicola Capocci
Niccolò Capocci (nascido em Roma, Itália — falecido em 26 de julho de 1368 em Montefiascone, Itália) foi um cardeal italiano da Igreja Católica.

## Biografia
Estudou direito na Universidade de Perúgia, na Itália. Mais tarde, em 1362, fundou o Collegium Gregorianum (mais tarde chamado de Sapienza vecchia).
Ele foi nomeado bispo de Utrecht em 1341, mas a nomeação em uma situação de conflito durou apenas um ano. Em 1348, foi nomeado bispo de Urgel, função que ocupou até 1350 quando foi elevado ao cardinalato no consistório realizado no mesmo ano pelo Papa Clemente VI, recebendo o título de Cardeal-presbítero de São Vital.
Ele atuou como legado papal na França, tentando negociar a paz com os ingleses. Em 1356 ele estava lá com Hélie de Talleyrand-Périgord, pouco antes da batalha de Poitiers. Capocci se desentendeu com Talleyrand e agiu de forma independente de Paris. Em junho de 1357, ele estava na Inglaterra, novamente com Talleyrand. Em meados de 1358, o Papa Inocêncio VI e seus legados perderam a fé em um acordo.
Em 1361 foi nomeado cardeal-bispo de Frascati. Capocci foi enterrado na Basílica de Santa Maria Maggiore, em Roma.